# Ercilla
Ercilla, manji biljni rod zimzelenih penjačica iz prodice kermesovki. Postoje dvije priznate vrste, obje su endemi iz Čilea.

## Vrste
1. Ercilla spicata (Bertero) Moq.
2. Ercilla syncarpellata Nowicke

## Sinonimi
- Apodostachys Turcz.
- Bridgesia Hook. & Arn.